# Clay County, Indiana
Clay County är ett county i delstaten Indiana, USA. År 2010 hade countyt 26 890 invånare (2010). Den administrativa huvudorten (county seat) är Brazil.

## Geografi
Enligt United States Census Bureau så har countyt en total area på 933 km². 926 km² av den arean är land och 7 km² är vatten. 

### Angränsande countyn
- Parke County - nord
- Putnam County - nordost
- Owen County - sydost
- Greene County - syd
- Sullivan County - sydväst
- Vigo County - väst